# Борнгайм (Райнгессен)
Борнгайм (нім. Bornheim) — громада в Німеччині, розташована в землі Рейнланд-Пфальц. Входить до складу району Альцай-Вормс. Складова частина об'єднання громад Альцай-Ланд.
Площа — 4,45 км2. Населення становить 873 ос. (станом на 31 грудня 2020).

## Галерея

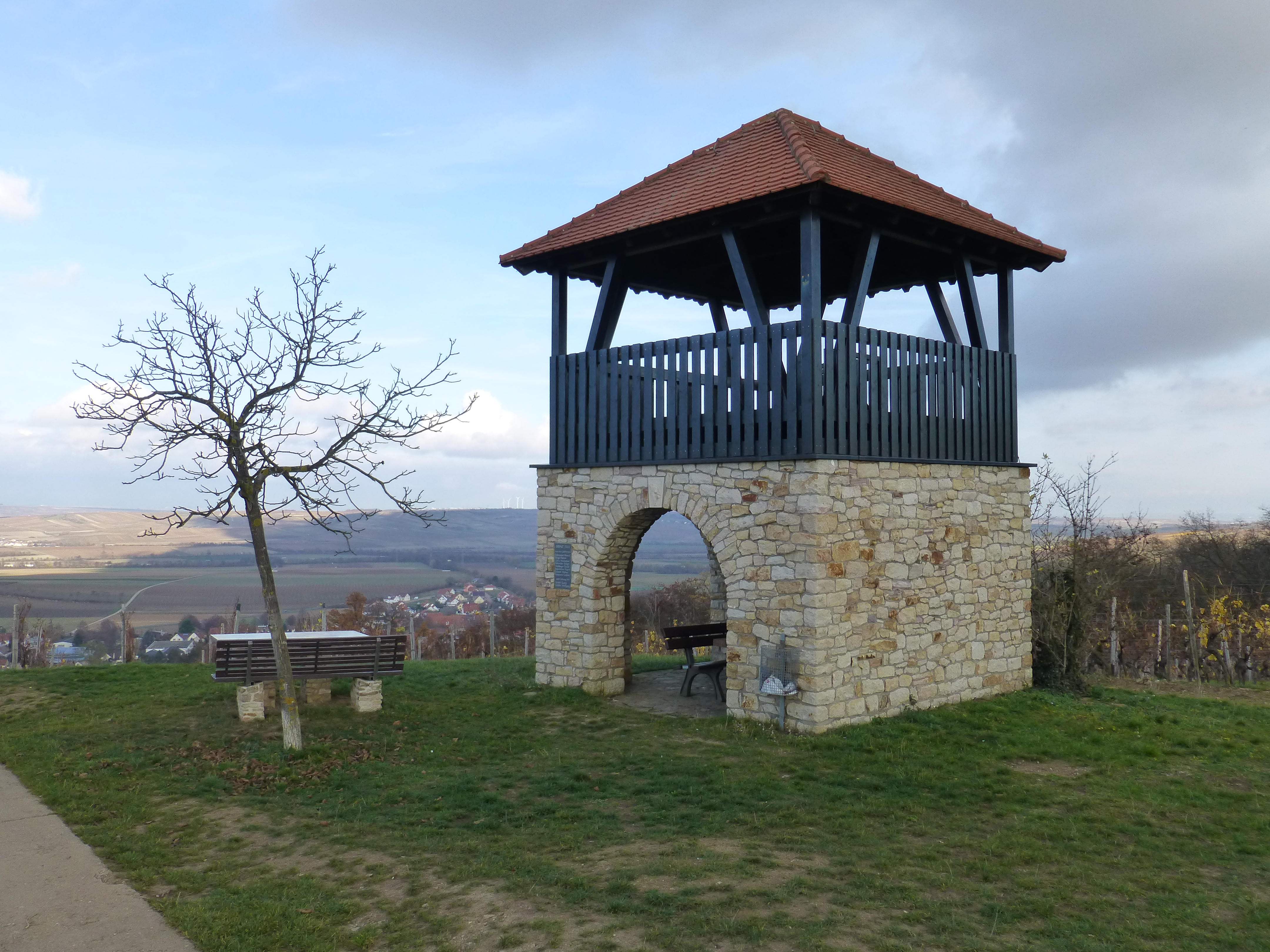